# Király utca (Győr)
A Király utca Győr történelmi belvárosában található, a Bécsi kapu tér északi részét köti össze a Széchenyi tér északnyugati sarkával. A macskaköves borítású ódon hangulatú utca valamennyi háza műemlék. Az utca északi házsora mögött húzódik a Káptalandomb várfala.

## Nevezetesebb épületei
Az utca a Bécsi kapu téri Altabak-ház és a tér 11. számú lakóháza között, két sarokerkéllyel indul.

### Probst-ház (Király utca 3.)

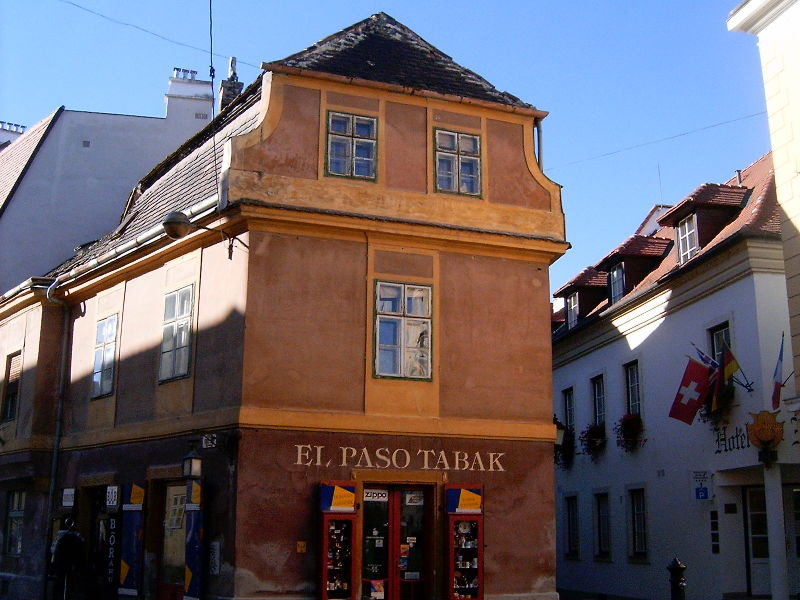
A Probst-ház

A Sarkantyú köz sarkán álló ház két 16. századi házból jött létre, mai formáját a 18. század első felében nyerte.  Keletre néző, keskeny homlokzatát íves oromzat zárja le, Király utcai homlokzatának fele emelet magasságban konzolra támaszkodva folyamatosan kilép a falsíkból.
A ház mellett vezet a Káptalandombra a Király utcából nyíló két Lépcső köz közül a nyugatabbi. Az olaszországi hangulatot árasztó sikátorban lakott gyermekkorában Blaha Lujza.

### Napóleon-ház (Király utca 4.)
A kétemeletes copf palotában töltötte Napóleon a győri csata után az éjszakát, innen ered a neve. Több régi ház egybeépítésével jött létre, mai alakját az 1770-es években nyerte el.
Ma a Városi Művészeti Múzeum képtára található benne. A múzeum a Vasilescu-gyűjtemény Győrbe kerülésével kapta meg a patinás kiállítóhelyet. Elsősorban kortárs magyar és egyetemes művészeti kiállítások színhelye.

### Pápai pálosok háza (Király utca 5.)
A kétemeletes lakóház eklektikus homlokzata 1890-ből származik, középrizalitját a széleken egy-egy oszlop támasztja alá. A 18. században a pápai pálosok megszállóháza volt, majd a 19. században az Arany Bárány Szálló működött itt. Cseh süvegboltozatos kapualján át juthatunk udvarába, melyet északról az egykori várfal határol.
A 6. számú lakóház 18. századi eredetű, a vele szemben álló 7. számú ház klasszicista stílusú, különösen csigalépcsős lépcsőháza érdemel figyelmet. A romantikus stílusú 8. számú kétemeletes lakóházban élt 1883–88 közt Gárdonyi Géza. Az épületet Frumann Antal tervezte.
Az északi oldal 9. és 11. számú háza közt vezet fel a Káptalandombra a keleti Lépcső köz.

### Egykori Fekete Sas Fogadó (Király utca 10.)

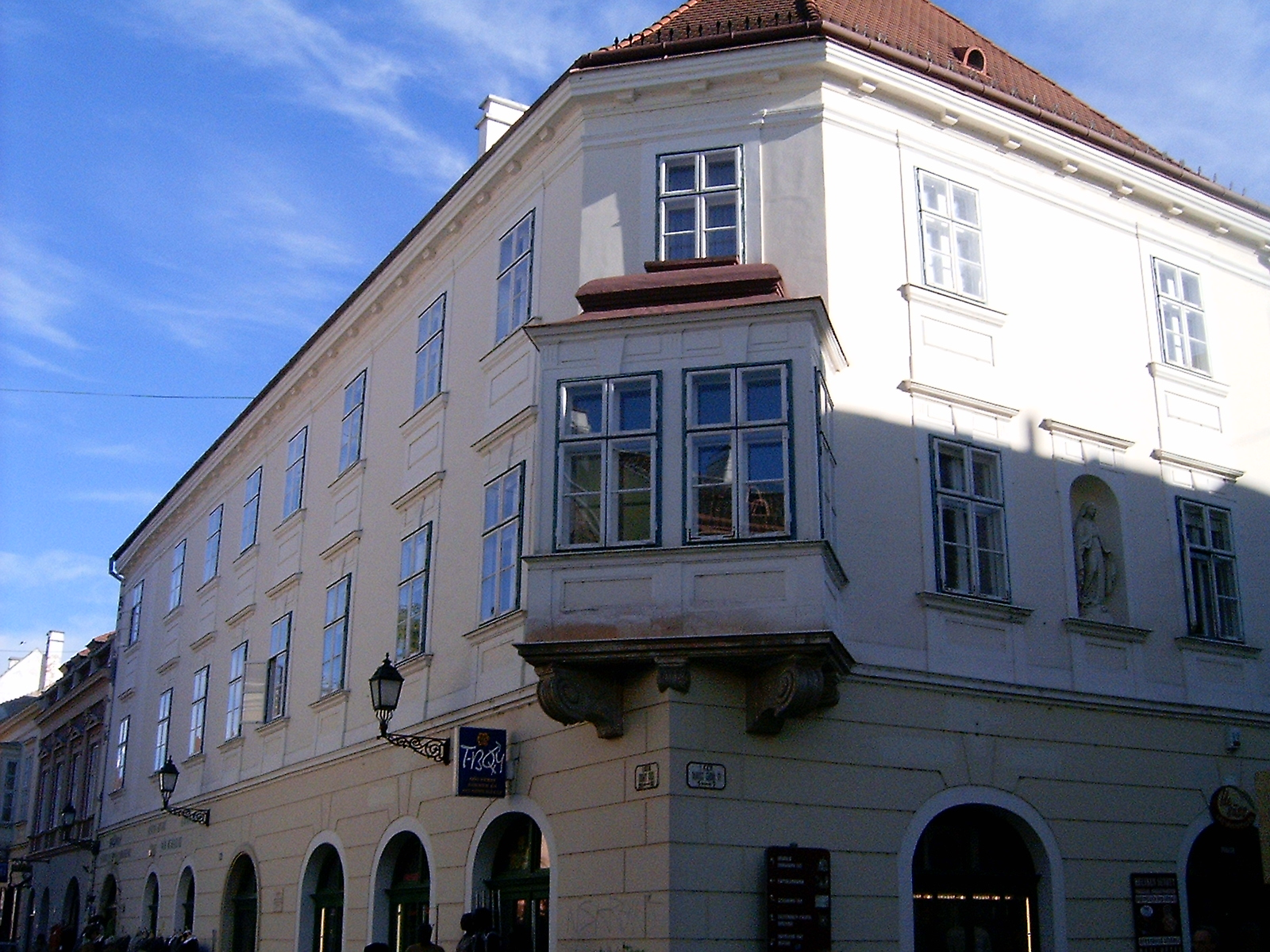
Az egykori Fekete Sas Fogadó

A Baross út sarkán álló barokk sarokerkélyes ház eredetileg egyemeletes volt, a második emelet a 17. század közepén épült meg. A Baross út felőli homlokzaton, fülkében Mária-szobor látható.
A 13. számú lakóház szép klasszicista vörösmárvány kapuja figyelemre méltó, ahogyan a 15. számú lakóház is, mely 18. századi eredetű.
Itt ágazik ki a Dr. Kovács Pál utca, mely tovább követi a Káptalandomb várfalának vonalát. Az utca kiágazásánál levő kis téren ivókút, illetve tejfölöskofát ábrázoló szobor található.

### Esterházy-palota (Király utca 17.)
Lásd a Széchenyi tér (Győr) című cikket

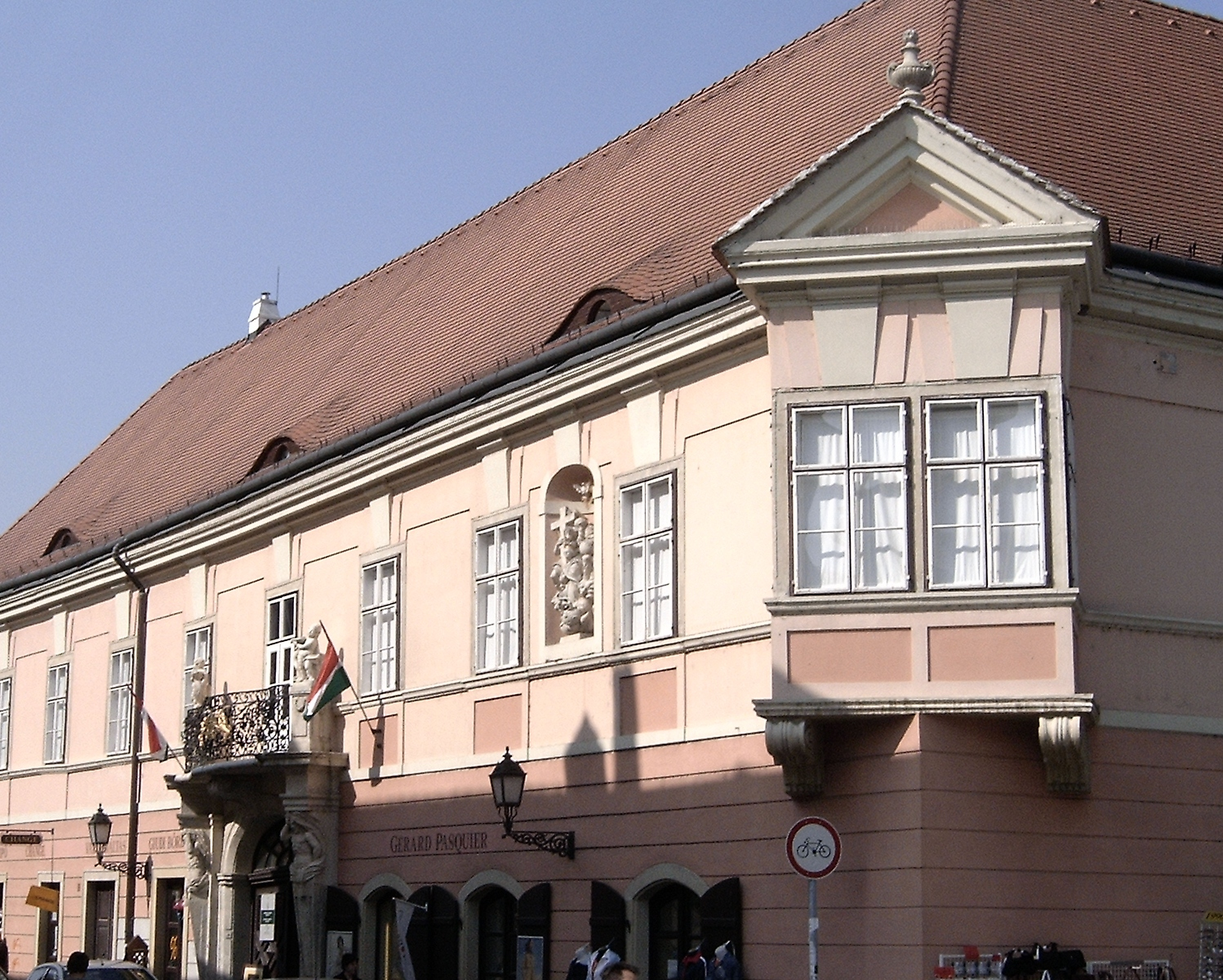
Az Esterházy-palota

A Városi Művészeti Múzeumnak otthont adó épület a győri polgári barokk építészet egyik legszebb emléke. Helyén több ház volt, a Széchenyi tér felőli sarkon az olasz származású Angarano kereskedőcsalád háza állt 1581-től. Esterházy Gábor gróf a szomszédos Langon házát az Angarano házzal együtt megvásárolta, és 1770 után barokk stílusban egybeépítette. A 19. században a Bozzay családé lett, akik a Dr. Kovács Pál utcai épületeket is egybeépítették vele.
C(omes) G(abriel) E(sterházy), az építtető monogramja és aranyozott kovácsoltvas címere – két kardot emelő griff – a hermafigurák által tartott és puttókkal díszített, kőkeretes kapu fölötti erkély rácsán ma is látható. A homlokzat másik jellegzetes dísze a kapu és a zárt sarokerkély közötti emeleti fülkében a Szűz Mária megkoronázását ábrázoló szoborcsoport.
A főhomlokzat központi dísze a kosáríves, kőkeretes kapu. Két oldalról pillérből kinövő hermák tartják a nyitott erkélyt, melynek kovácsoltvas rácsa művészi munka. Az erkély két sarkán egy-egy puttó áll. A boltíves kapualj gondos kidolgozása főúri pompára vall. Az Esterházy-palotában tekinthető meg a Radnay-gyűjtemény.
A palotának a Széchenyi tér felőli oldalon szép sarokerkélye van.

### Egyéb épületek

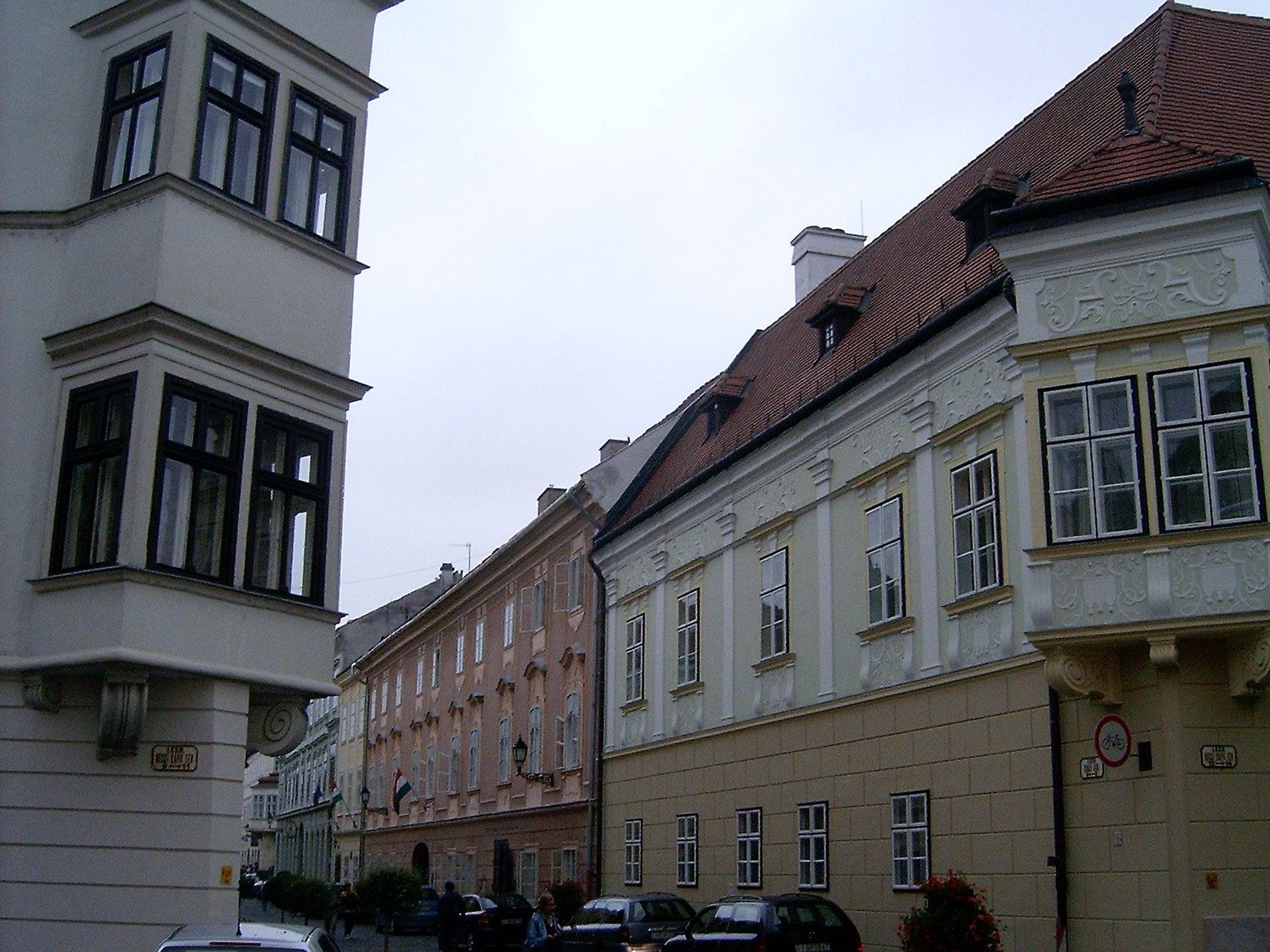
A Király utca látképe a Bécsi kapu tér felől

A 12. számú épület eklektikus homlokzata nem is sejteti, hogy milyen szép udvara van. Boltozatos kapualjon jutunk a loggiás udvarba, melynek földszinti és emeleti árkádívei toszkán oszlopokon nyugszanak. A 17. századi késő reneszánsz építészet egyik legszebb győri emléke.
A 14., 16., 18. számú épületek homlokzata a 19. század második feléből származik, szép utcaképet adnak. A Király utcát a Széchenyi tér felől két barokk sarokerkély zárja le.